# Jurij Stetsenko
Jurij Mykolajovytj Stetsenko (ukrainska: Юрій Миколайович Стеценко), född 11 april 1945 i Kiev, Ukrainska SSR, Sovjetunionen, är en ukrainsk före detta kanotist som tävlade för Sovjetunionen.
Stetsenko tog OS-guld i K-4 1000 meter i samband med de olympiska kanottävlingarna 1972 i München.